# Активно-реактивний снаряд

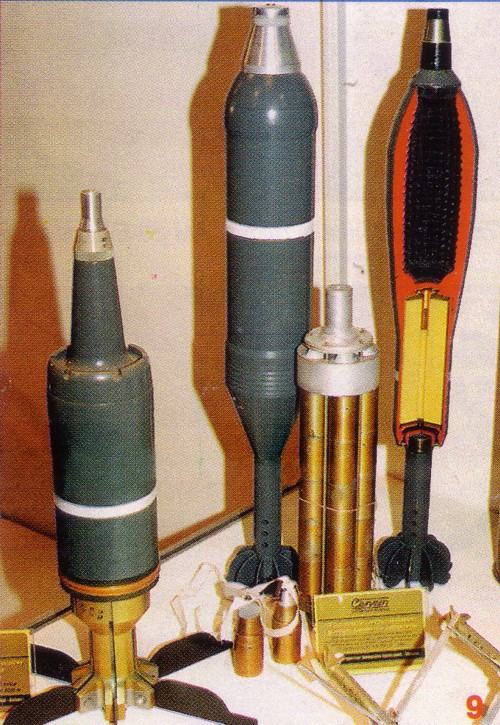

Активно-реактивний снаряд (АРС) — один з видів артилерійських снарядів, у якому об'єднані властивості активного і реактивного снарядів.
Початкову швидкість АРС надають гази, що утворюються від займання метального заряду в камері гармати. На траєкторії активується реактивний двигун снаряда, надаючи снаряду додаткову швидкість. Запалювання двигуна може бути здійснене після виходу снаряда зі ствола гармати за допомогою системи запалювання, вбудованої в корпус, або за допомогою високої температури газів від стартового заряду.
АРС має значно більшу дальність польоту снаряда в порівнянні зі звичайним (активним) снарядом того ж калібру, але меншу купчастість (за винятком коректованих). Застосування АРС дає змогу збільшити далекобійність при фіксованій масі гармати або зменшити масу гармати при фіксованій дальності.
Дальність польоту АРС САУ 2С7 «Піон» калібру 203 мм становить 47,5 км, звичайного снаряду — 37,5 км; вага — 103 кг.